# Władysław Mikos
Władysław Mikos (ur. 19 listopada 1885 w Brzózie, zm. 3 listopada 1970 w Radomiu) – polski malarz.

## Młodość i studia
Już jako dziecko przejawiał wyjątkowy talent rysunkowy, po ukończeniu szkoły powszechnej wyjechał do Warszawy, gdzie uczył się w wieczorowej szkole rysunku. Następnie wyjechał do Charkowa, gdzie ukończył szkołę średnią i powrócił do Warszawy. Przez dwa lata uczył się w Szkole Rysunku prowadzonej przez Wojciecha Gersona, a następnie profesorowie szkoły, Miłosz Kotarbiński i Jan Kauzik skierowali go w roku 1909 do Krakowa, gdzie studiował na wydziale malarstwa Akademii Sztuk Pięknych. Jego wykładowcami byli Jacek Malczewski, Teodor Axentowicz i Leon Wyczółkowski. Akademię ukończył w 1914 roku ze srebrnym medalem. Od 1914 roku członek rzeczywisty Towarzystwa Zachęty Sztuk Pięknych w Warszawie. W 1915 miała miejsce pierwsza wystawa jego obrazów. W 1916 roku za portret „W. Resche” i „Dziewczynę z kaczeńcami” otrzymał wyróżnienie.

## Okres międzywojenny
Właściwy rozkwit twórczości artysty przypadł na lata międzywojenne. W tym okresie nazwisko jego coraz częściej zjawiało się na łamach prasy codziennej i fachowej. W 1924 roku „Kurier Warszawski” zamieścił reprodukcję „Babci z różańcem” wśród najlepszych prac wystawy Zachęty. W tym samym roku za wystawione w Zachęcie „Klony” artysta uzyskał Zaszczytne wyróżnienie. 24 maja 1931 w „Kurierze Warszawskim” wydrukowano się trzy reprodukcje obrazów z wystawy w Zachęcie: Wojciecha Kossaka, Adama Bunscha i Władysława Mikosa. W 1934 na indywidualnej wystawie w „Zachęcie” otrzymał wyróżnienie za „Babcię z bursztynami”.

## Okupacja
W okresie okupacji malował w zaciszu domowym, nigdzie nie wystawiając swych dzieł. Przez pewien czas ukrywał się przed gestapo. Po wojnie osiedlił się w Radomiu. 

## Czasy powojenne
Po 1945 wstąpił do radomskiego Towarzystwa Przyjaciół Sztuk Pięknych, był wielokrotnie nagradzany, a jego prace wystawiane w Radomiu, Kielcach i Warszawie. Już w lipcu 1945 otrzymał od Radomskiego Towarzystwa Sztuk Pięknych „Medal Towarzystwa”. Wielki sukces odniósł na pierwszej powojennej wystawie zbiorowej, która odbyła się we wrześniu 1947 roku. W 1950 roku o obraz „Pierwszy Pokos” ubiegało się aż siedem instytucji. Ostatecznie został zakupiony przez Ministerstwo Kultury Sztuki. Po wystawie z okazji 40-lecia pracy artystycznej w 1955 roku uzyskał bardzo dobre recenzje. W 1956 roku został odznaczony Złotym Krzyżem Zasługi za całokształt twórczości. Kolekcję dzieł artysty posiada Muzeum Sztuki Współczesnej w Radomiu.
Prace artysty znajdują się m.in. w zbiorach:
- Muzeum „Zachęty”
- Ministerstwa Kultury i Sztuki
- Muzeum Narodowego Rolnictwa i Wsi Polskiej w Szreniawie k/ Poznania
- Muzeum im. J. Malczewskiego w Radomiu
- Muzeum Wsi Radomskiej w Radomiu

## Upamiętnienie
Jego imię nosi jedna z ulic w Radomiu.